# Günter Neuhold
Günter Neuhold (* 2. November 1947 in Graz) ist ein österreichischer Dirigent.

## Leben
Neuhold beendete 1969 sein Dirigierstudium an der Grazer Hochschule für Musik. Es folgten zwei Perfektionsjahre bei Franco Ferrara in Rom und bei Hans Swarowsky in Wien. Von 1972 bis 1980 führten ihn Engagements an verschiedene Bühnen der Bundesrepublik Deutschland, zuletzt nach Hannover und Dortmund, wo er als erster Kapellmeister tätig war. Nachdem er aus verschiedenen internationalen Dirigentenwettbewerben als Preisträger hervorging (u. a. Florenz 1. Preis, 1976; San Remo, Marinuzzi, 1. Preis, 1976; Wien, Swarowski, 2. Preis, 1977; Salzburg, Böhm, 1. Preis, 1977; Mailand, Cantelli, 3. Preis, 1977), begann er eine internationale Opern- und Konzertkarriere.
In den Jahren 1981 bis 1986 war Günter Neuhold Musikdirektor am Teatro Regio di Parma (Schwerpunkt Opern von Verdi) und Chefdirigent des Orchestra Sinfonica „Arturo Toscanini“. Von 1986 bis 1990 war er Chefdirigent und Musikdirektor des Koninklijk Filharmonisch Orkest van Vlaanderen in Antwerpen, das unter seiner Leitung zu einem international geschätzten Ensemble wurde und mit dem er zahlreiche Tourneen nach Deutschland, Österreich, Italien, Großbritannien und Frankreich unternahm. Er war von 1989 bis 1995 Generalmusikdirektor der Badischen Staatskapelle Karlsruhe. Dort dirigierte er u. a. einen Richard-Strauss-Zyklus und den Ring des Nibelungen. Von 1995/96 bis 2002 war er Generalmusikdirektor und Operndirektor am Theater der Freien Hansestadt Bremen. Von 2008 bis 2014 war er Chefdirigent und künstlerischer Direktor des Orquesta Sinfonica de Bilbao.

## Ehrungen
- 1977: Dr. Karl-Böhm-Preis für junge österreichische Dirigenten[2]
- 1999: Großes Silbernes Ehrenzeichen für Verdienste um die Republik Österreich[3]
- 2007: Berufstitel Professor

## Diskographie
- J.S. Bach: Matthäuspassion
- B. Bartók: Herzog Blaubarts Burg, Concerto per orchestra
- A. Berg: 3 Orchesterstücke op. 6
- H. Berlioz: La damnation de Faust
- J. Brahms: Sinfonie 1
- A. Bruckner: Sinfonie 4
- C. Franck: Sinfonie d-Moll
- Z. Kodály: Háry János Suite, Tänze aus Galanta
- F. Liszt-F.Schreker: 2. Ungarische Rhapsodie
- R. Liebermann: Concerto for Jazzband etc
- G. Mahler: Sinfonie 1, 2, 3, 5
- H. Marschner: Der Vampyr
- G. Puccini: Madama Butterfly (1904)
- W. Rihm: Portraitkonzert
- A. Schnittke: Klavierkonzert
- F. Schreker: Kammersinfonie
- E. Schulhoff: Klavierkonzert
- Jos./Joh. Strauß Dynastie
- I. Strawinsky: Le sacre du printemps
- P.I. Tschaikowsky: Sinfonie 5
- G. Verdi: Messa da Requiem
- R. Wagner: Der Ring des Nibelungen
- Wolf-Ferrari: La Vita Nuova